# عمر شرقاوي
عمر شرقاوي (1974-) ممثل ومخرج فلسطيني ولد في مدينة كوبنهاجن بالدنمارك لأب فلسطيني وأم دنماركية. يعود أصله إلى مدينة حيفا حيث هجرت عائلته منها على إثر النكبة عام 1948. عمل في البداية كمصور فوتوغرافي ثم بدأ بإخراج الأفلام.
فاز فيلمه الأول "مع السلامة جميل" بجائزة النمر في مهرجان روتردام السينمائي الدولي وجائزة أفضل إخراج في مهرجان ترانسلفانيا السينمائي الدولي وجائزة كنيسة السويد وجائزة FIPRESCI في مهرجان غوتبورغ، والجائزة الكبرى في مهرجان وارسو السينمائي الدولي، وتم اختيار فيلمه عرب الغرب في مهرجان برلين السينمائي.

## أعماله الفنية
قدم فيلمه الأول "مع السلامة يا جميل" عام 2008، وفيلم "أبي من حيفا" عام 2010، وفيلم "عرب الغرب" عام 2011.